# گوندولین بروکس
گوندولین الیزابت بروکس (انگلیسی: Gwendolyn Elizabeth Brooks; ۷ ژوئن ۱۹۱۷ – ۳ دسامبر ۲۰۰۰) یک شاعر، مؤلف و معلم اهل ایالات متحده آمریکا بود. آثار او اغلب با جشن‌ها و مراسم شخصی و تلاش مردم معمولی در جامعهٔ خود او سر و کار داشت. آثار و توانایی‌های او جوایز ارزنده‌ای دریافت داشتند، مانند جایزهٔ پولیتزر شعر در اول می ۱۹۵۰ برای آنی الن، این جایزه برای اولین بار به یک آمریکایی-آفریقایی اهدا شد.
در زمان فعالیتش افتخارات زیادی کسب کرد. او به عنوان ملک الشعرای ایالت ایلینوی در سال ۱۹۶۸ منصوب شد مقامی که تا پایان عمر در آن ابقا شد.

## سال‌های نخست زندگی
گوندولین بروکس، ۷ ژوئن سال ۱۹۱۷ در توپکا، کانزاس متولد شد و در سوم دسامبر سال 2000 در شیکاگو دیده از جهان فروبست. او اولین فرزند دیوید اندرسون بروکس و کزیا (ویمز) بروکس بود. پدرش سرایدار یک شرکت موسیقی بود که پیشتر دوست داشت به حرفهٔ پزشکی بپردازد ولی آرزویش را فدای ازدواج و تشکیل خانواده کند خانواده کرد. مادرش یک معلم مدرسه و همچنین یک پیانیست تعلیم دیدهٔ کنسرت در موسیقی کلاسیک بود. افسانه‌های قدیمی خانوادگی آن‌ها روایت می‌کنند که پدربزرگ پدری اش از بردگی گریخت تا در زمان جنگ‌های داخلی آمریکا به ارتش ایالت متحده ملحق شود.
وقتی بروکس تنها شش هفته از عمرش گذشته بود خانواده اش در زمان مهاجرت بزرگ به شیکاگو مهاجرت کردند، از آن پس شیکاگو برای او یادآور خانه بود. به گفتهٔ زندگی‌نامه‌نویس کنی جکسون ویلیامز، بروکس در دبیرستان معتبر یکپارچه‌ای که عمدتاً دانش آموزان سفیدپوست حضور داشت دبیرستان هاید پارک، و بعد به دبیرستان سیاه پوستانِ وندل فیلیپس منتقل شد و سپس به دبیرستان یکپارچهٔ انگل وود نقل مکان کرد. بعد از پایان دبیرستان او از کالج ویلسون جونیر که امروز به نام کالج شاه کندی شناخته می‌شود در سال ۱۹۳۶ فارغ‌التحصیل شد. بر اساس پویایی اجتماعی دبیرستان‌های مختلف در رابطه با دورهٔ زمانی که او می‌زیست، بروکس با نابرابری‌های نژادی مواجه بود که با گذشت سالیان به او کمک کرد تا غرور و تعصب در سیستم پایه‌گذاری شده و نهادهای غالب که او را دربرگرفته بودند درک کند و از طرز فکر مربوط به کشورش آگاهی یابد.
بروکس نویسندگی را در نخستین سال‌های زندگی آغاز کرد و مادرش همواره او را با این جمله که «تو Paul Laurence Dunbar بانو خواهی شد» تشویق می‌کرد.
پس از دورهٔ نخستین تجربهٔ آموختن، هرگز دورهٔ چهار سالهٔ دانشگاه را تمام نکرد چرا که می‌خواست یک نویسنده شود و آموزش را غیرضروری می‌دانست. او بعدها گفت: «من یک ادیب نیستم من فقط یک نویسنده‌ام که عاشق نوشتن است و همیشه خواهد نوشت»
برای ما بقی عمر او به سختی با شیکاگو عجین شده بود و این مطلب را در مصاحبه‌ای در سال ۱۹۹۴ خاطر نشان کرد.
«زندگی در شهر سبب شد که من نویسندهٔ متفاوتی بشوم با آنچه که ممکن بود با زندگی در توپکا باشم. من یک شیکاگوئی اصیلم. زندگی در آنجا به من شخصیت‌هایی را بخشید که آرزو داشتم بدست بیاورم، امیدوارم روزهای باقی ماندهٔ عمرم را هم همان‌جا به سر ببرم. این هدف نهایی من است در طی زمانی که برای رسیدن به مقصودش تلاش می‌کرد، زندگی اش را از راه تایپ می‌گذراند.

## فعالیت
نویسندگی
بروکس اولین شعر خودش «شامگاه» را در سیزده سالگی و در مجلهٔ کودکان دوران کودکی آمریکایی منتشر کرد. تا سن شانزده سالگی او حداقل هفتاد و پنج شعر سروده و به چاپ رساند. او برای آثار شاعرانه اش ستوده شده و توسط جیمز ویلدنجیسون و بعدها توسط لنگستون هیوز مورد تشویق قرار گرفت، که هر دوی آن‌ها نویسندگان مطرحی بودن و او رابطه اش را با آن‌ها حفظ کرد. در هفده سالگی او شروع به ثبت آثارش در ستون شعری سایه روشن در روزنامهٔ مدافعان شیکاگو کرد که روزنامه‌ای آمریکایی- آفریقایی بود.
بسیاری از آثار او زمانی به چاپ رسیدند که او دانشجوی کالج ویلسون جونیور بود، شامل سبک‌های تصنیف‌ها و غزل‌های سنتی شعر که با ریتم‌های بلوز و قافیه‌های آزاد مورد استفاده قرار می‌گرفت.
شخصیت‌های او اغلب با توجه به زندگی داخل شهر که بروک به خوبی می‌شناختشان به تصویر کشیده می‌شدند. «من در گوشه‌ای از یک آپارتمان دو طبقهٔ کوچک زندگی می‌کردم و مواد من برای خلق اثر این بود که اول به سمتی نگاه کنم و بعد به سمت دیگر.
تا سال ۱۹۴۱ بروکس در کارگاه‌های آموزشی شعر شرکت می‌کرد. اینز چانینگهام استارک این کارگاه‌های ویژهٔ تأثیر گذار را سازمان دهی کرده بود، زنی سفیدپوست و دولتمند با پیشینهٔ ادبیاتی قوی. استارک کارگاه‌های نویسندگی برای آمریکایی- آفریقایی‌ها ر جنوب شیکاگو را پیشنهاد داد که بروکس در آن حضور یافت. در آنجا بود که او به نیروی محرکش را در یافتن صدای خود دست یافت و به دانش عمیق‌تری نسبت به تکنیک‌های پیشینیانش رسید. شاعر معروف لنگستون هیوز در کارگاه‌های آموزشی متوقف شد و شنید که بروکس شعر تصنیفی برای پرل می لی را می‌خواند. بروکس نویسندگی را با پشتکار ادامه داد و همان‌طور که در شعر جدی تر پیش می‌رفت با اجتماع بیشتری از هنرمندان و نویسندگان آشنا می‌شد. او و همسرش دائماً در آپارتمانشان مهمانی برگزار می‌کردند و در آپارتمانشان با مبلمان آشپزخانه از مهمان‌هایشان و مربی اش لنگستون هیوز پذیرایی می‌کردند. یکبار که او سرزده وارد شده و در خوردن سالاد خردل، ژامبون و سیب زمینی شیرین با بروک و همسرش هنری بلکلی شریک شده بود.
بروکس اولین مجموعهٔ شعرش را در سال ۱۹۴۵ با عنوان خیابانی در برونزویل با انتشارات هارپر اند را با حمایت بی بدیل ریچارد رایت (مؤلف) در مقابل انتشاراتی به چاپ رساند. او اذعان داشته بود که ویراستار جذب آثار بروک شده‌است.
«برای خود دل نمی‌سوزاند، نه تلاش می‌کند تا تأثیرگذار باشد، او واقعیت را همانگونه که هست به نمایش می‌گذارد و آن را وفادارانه ارائه می‌کند. او به سادگی برای برای سرگذشت‌های ساده ترحم دیگران را جلب می‌کند؛ ناله‌های مجروحانه؛ حوادث کوچکی که زندگی افراد درمانده را به ستوه می‌آورند، و مشکلات تبعیض نژادی در بین سیاهپوستان.
در سال ۱۹۸۵م، او اوّلین زن آمریکایی ـ آفریقایی‌تبار بود که به عضویت انجمن ملّی ادب و هنر آمریکا درآمد. از کودکی، به خواندن و سرودن شعر علاقه‌مند بود و به تشویق والدینش، به جلسات شعرخوانی نویسندگان و شاعران آفریقایی ـ آمریکایی می‌رفت. در تمام سال‌های نوجوانی و در اوایل سنین جوانی، شعرهای بروکس، در مجلّات مختلف ادبی به چاپ رسیدند.
در سال ۱۹۴۵م، دفتر شعری با عنوان «خیابانی در برونزویل» منتشر ساخت و به عنوان یکی از شاعران پیشرو آمریکا شهرت ملّی یافت. از سال ۱۹۸۵م، تا زمان مرگش، در دانشگاه دولتی شیکاگو، استاد برجسته ادبیات بود.